# Farewell to the Fairground
 Farewell to the Fairground – singel brytyjskiego zespołu rockowego White Lies. Wydany został 23 marca 2009 roku przez Fiction Records. Jest to trzeci singel promujący album i czwarty grupy w ogóle. Teledysk do utworu zrealizowano w mieście Nikel w Rosji, a reżyserem jego jest Andreas Nilsson. Do fanów, zarejestrowanych na stronie internetowej, White Lies wysłało zdjęcia zrobione podczas kręcenia tego wideo.

## Szczegółowe informacje
Utwór nagrano, wraz z pozostałymi dziewięcioma piosenkami, podczas sesji odbywającej się między majem a wrześniem 2008 roku w ICP Studios w Brukseli i w Kore Studios w Londynie. W magazynie NME, w artykule tzw. "piosenka-po-piosence" członkowie grupy powiedzieli, że był to jeden z tych utworów, których napisanie i nagranie było bardzo szybkim procesem. Zespół powiedział, że Farewell to the Fairground ma bardzo duży potencjał do przetwarzania, i dlatego na stronie B singli znajdują się remiksy utworu. Przeróbka wydawnictw nazwana "Farewell to the Fairground (remiks Yusek)" znalazła się wcześniej na stronie B singla "To Lose My Life". Dodatkowo w niektórych wydaniach na stronie B umieszczono piosenkę pt. "Love Lockdown" w oryginale wykonywaną przez Kanyego Westa.

## Lista utworów

### CD
1. "Farewell to the Fairground" (Single Mix)
2. "Farewell to the Fairground" (remiks Future Funk Squad's "Black Truth")

### Winyl
1 wersja
1. "Farewell to the Fairground" (Single Mix)
2. "Love Lockdown" (wersja z Radio 1 Live Lounge)

2 wersja
1. "Farewell to the Fairground" (Single Mix)
2. "Farewell to the Fairground" (remiks Rory Phillips White Horse)

### iTunes EP
1. "Farewell to the Fairground" (Single Mix)
2. "Love Lockdown" (wersja z Radio 1 Live Lounge)
3. "Farewell to the Fairground" (remiks Rory Phillips White Horse)
4. "Farewell to the Fairground" (remiks Disco Bloodbath)

## Notowania
| Lista (2009)                       | Najwyższa pozycja |
| ---------------------------------- | ----------------- |
| UK Singles Chart                   | 33.               |
| Lista Przebojów Programu Trzeciego | 1                 |